# Миансарова, Тамара Григорьевна
Тама́ра Григо́рьевна Мианса́рова (урождённая Ремнёва; 5 марта 1931, Зиновьевск — 12 июля 2017, Москва) — советская и российская эстрадная певица (лирическое сопрано). Заслуженная артистка Украинской ССР (1972), народная артистка России (1996). Профессор Российской академии театрального искусства (РАТИ).

## Биография
Родилась 5 марта 1931 года в Зиновьевске в творческой семье. Уже в 4 года одаренный ребенок выступил на сцене кировоградского Дома Культуры. В 1940 году мать получила предложение поехать работать в Минск и переехала с дочкой в Белоруссию. После освобождения Минска от фашистских захватчиков весной 1944 года, Анастасия Алексеева была отправлена в ссылку на Урал за сотрудничество с немцами, спустя 3 года ее полностью реабилитировали. После ареста и ссылки матери в 1945 году Тамара три года прожила в семье сестры матери в Луганске. Образование получила в музыкальной школе при Минской консерватории, которую окончила в 1951 году. В том же году поступила на фортепианное отделение Московской консерватории в класс профессора Л. Н. Оборина.
Одновременно (со 2-го курса) факультативно занималась на вокальном отделении у профессора Д. Б. Белявской. В 1957 году, после окончания консерватории, работала концертмейстером в ГИТИСе, но вскоре перешла на эстраду и стала выступать с сольными концертными номерами.
В 1958 году удостоена третьей премии на III Всесоюзном конкурсе артистов эстрады, исполнив вальс Штрауса под собственный аккомпанемент на фортепиано. После конкурса некоторое время выступала с оркестром Лаци Олаха, а с 1960 года стала солисткой Московского мюзик-холла, участвуя в спектакле «Когда зажигаются звёзды».
В 1960 году Игорь Гранов создал джазовый квартет (фортепиано, контрабас, ударные, гитара). В поисках солистки он обратил внимание на Тамару Миансарову и подготовил её к исполнению эстрадного репертуара. 
За выступление с ансамблем, в 1962 году, на VIII Всемирном фестивале молодежи и студентов в Хельсинки она была удостоена первой премии и золотой медали (песня Л. Лядовой на стихи Б. Брянского «Ай-люли»).
В 1963 году стала лауреатом Международного фестиваля песни в Сопоте за исполнение песни А. Островского на стихи Л. Ошанина «Солнечный круг» («Пусть всегда будет солнце»). В Польше её просто боготворили, называли «Солнышко» и даже выпустили духи «Тамара». А в один из приездов в Краков ей устроили просто королевский приём — советскую певицу встречал ансамбль из ста музыкантов, которые исполняли на польском «Солнечный круг». На волне большой популярности в Польше снялась в музыкальном фильме «25 minut z Tamarą Miansarową» (TVP).
В 1964 году Тамара Миансарова исполнила один из первых советских твистов — песню «Чёрный кот», ставшую ещё одной «визитной карточкой» певицы. Песню «Чёрный кот» Тамара Миансарова записала между концертами по просьбе композитора Юрия Саульского практически без репетиций, спела, что называется, «с листа». А буквально на следующий день песня прозвучала на радио и стала невероятно популярной. «Жил да был чёрный кот за углом…», — неслось буквально из каждого окна. Вскоре эта песня зазвучала на польском, немецком и чешском языках. А через несколько месяцев из концертной программы «Чёрного кота» вычеркнули — «сверху» поступило распоряжение не давать хода «Коту», ведь советские люди не могут слушать и танцевать твист.
С 1964 года выступала с созданной специально для неё Леонидом Гариным группой «Три плюс два» (Виктор Прудовский — фортепиано, Адольф Сатановский — контрабас, Александр Гореткин — ударные). 
В 1965 году исполнила несколько песен в фильме-концерте (TVP) с участием польских и зарубежных исполнителей, в разное время выступавших на сопотском фестивале. В 1965 году исполнила песни за главную героиню в фильме «Иностранка» Одесской киностудии.
В 1966 году участвовала в Международном фестивале эстрадной песни социалистических стран «Дружба-66». Конкурс фестиваля состоял из шести туров, проходивших в различных странах (СССР, Польша, ГДР, Чехословакии, Венгрии и Болгария), и по его условиям каждый участник должен был исполнить песню той страны, где проходил тур. Тамара Миансарова завоевала две 1-е премии (Берлин и Прага) и два специальных приза (Варшава и София), опередив свою основную конкурентку, болгарскую певицу Лили Иванову. В 1966 году на польском ТВ был снят киноконцерт «Поёт Тамара Миансарова». На Родине Тамара Миансарова колесила с гастролями по стране, пела практически во всех уголках Советского Союза. Однако обещанное ей звание «Заслуженной артистки» завернули на самой вершине бюрократической лестницы. Когда певица между гастролями зашла в Росконцерт, чтобы узнать об обещанном звании, то услышала: «Так вы же все свои награды за границей получали. А мы вообще не знаем, как вы поете! Ваши документы на заслуженную артистку никто никуда не посылал». Она написала заявление и уволилась.
С 1967 года выступала с концертной программой «Песня не знает границ».
5 июня 1969 года в Ленинградском доме прессы состоялся концерт Тамары Миансаровой с эстрадным ансамблем под руководством И. Кондакова. Помимо этого, певица выступала в Ленинграде с дуэтом Шурова и Рыкунина.
Выступала в Москве, Ленинграде, Омске, Херсоне, Новосибирске, Липецке, Кишинёве, Фрунзе, Вильнюсе, Ашхабаде, Южно-Сахалинске, Свердловске, Воронеже, Волгограде, Ужгороде, Донецке, Николаеве, Пскове, Дудинке, Кемерово, Ижевске, Иркутске, Хабаровске.
Из-за неблагоприятной профессиональной обстановки, сложившейся в Москонцерте и на эстраде, покидает Москву и переезжает на Украину, где 12 лет работает солисткой—вокалисткой в Донецкой филармонии. Как многие другие артисты Миансарова грешила на председателя Гостелерадио Лапина, который замыслил убрать с телевидения артистов еврейского происхождения. Лапин в этом не виноват. Просто репертуар Миансаровой, отвечающий легким шестидесятым, бронзовеющим семидесятым не сильно подходил. Негласным официальным требованиям из её популярного репертуара отвечала только песня «Пусть всегда будет солнце». Из «Москонцерта» Миансаровой пришлось уйти. Её сделали невыездной. Пленки с записями вчерашнего кумира размагничивались. Тамара перешла на работу в Донецкую филармонию. Все же певица была популярна, делала кассу. На Украине её крутили и по радио, и по телевизору, дали звание Заслуженной. 12 лет Миансарова выступала со старыми шлягерами, однако новых не появилось. Работая в Донецкой филармонии являлась частым гостем тружеников и сёл Донбасса.
В 1972 году в Ялте Тамара Миансарова участвовала в фестивале «Крымские зори».
В 1974 году в Киеве был снят фильм-концерт «Поёт Тамара Миансарова». Музыкальное сопровождение — ансамбль под управлением Евгения Дергунова.
Выступала с эстрадным ансамблем под руководством И. Кондакова, в сопровождении ансамбля под руководством Л. Гарина, с ансамблем под руководством Владимира Пищикова. 
С 1979 года работала в Кисловодской филармонии.
В 1980-е Миансарова вернулась в Москву с мыслью вновь покорить эстрадный Олимп. Помочь ей не смог даже Иосиф Кобзон, констатировав, что певицу забыли. Были концерты, но гораздо меньше, чем прежде.
В 1980-е годы она вошла в четвёрку самых популярных певцов за 25 лет по версии польского журнала «Панорама». Вместе с ней четвёрку составили Эдит Пиаф, Карел Готт и Шарль Азнавур.

Могила Тамары Миансаровой на Троекуровском кладбище

В 1980-е годы преподавала вокал в ГИТИСе (1988—1996, профессор), в доме творчества молодёжи «На Таганке» и в Московском институте современного искусства. Её учениками были Юлиан, Алика Смехова, Лада Марис, Максим Сытник, Лариса Гордъера и др.
В 1988 году была членом жюри Международного фестиваля песни в Сопоте.
С 1991 года периодически совместно с другими исполнителями 1950—1970-х годов (Капиталиной Лазаренко, Ириной Бржевской, Владимиром Трошиным) принимала участие в программах-ретро, посвящённых советской песне.
В 1994 году прошёл сольный концерт Тамары Миансаровой в Московском театре эстрады. В 1996 году прошёл творческий вечер Миансаровой в Москве в Центральном доме работников искусств (ул. Пушечная, д. 9/6, стр. 1).
1 января 2000 года в Новогодней ночи на телеканале ОРТ Тамара Миансарова в дуэте с Валерием Сюткиным исполнила песню «Чёрный кот».
В 2003 году Тамара Миансарова стала героем авторской программы Валентины Пимановой «Кумиры» на телеканале ОРТ (ныне Первый канал).
9 февраля 2005 года прошёл юбилейный вечер в концертном зале «Россия».
В 2010 году один из выпусков авторской программы Олега Нестерова «По волне моей памяти» (Канал «Время» — Первый канал. Всемирная сеть) был посвящён Тамаре Миансаровой.
В 2012 году вышла книга воспоминаний певицы «Тамара Миансарова. И в жизни, и на сцене».
Известная певица очень любила шить и вязать. Многие наряды, в которых она блистала на сцене, созданы её руками. Некоторые из изделий Тамары можно было купить в магазине.

### Болезнь и смерть
Последние годы певицы омрачили проблемы с сыном, который что-то с матерью делил, не в силах найти общий язык с ровесником-отчимом. А потом Миансарова вообще оказалась прикована к постели после операции на шейке бедра. Дело в том, что в 2013 году она пострадала в собственной квартире. Травма произошла по нелепой случайности — артистка надела узкую юбку и упала. Как рассказывал её муж Марк Фельдман, он в это время разговаривал по телефону в соседней комнате и услышал крик. В больнице ей поставили диагноз — перелом шейки бедра. После операции жизнь Миансаровой превратилась в сплошное мучение. После этого певица на три года была прикована к постели, не могла вставать — выскакивал сустав. Она ни разу не была на улице. Тем более, что в её доме нет лифта, а в квартире — балкона. На несколько операций требовалась немалая сумма денег, которая оказалась неподъемной для пенсионеров. В 2016 году ей была сделана повторная операция, на которую деньги собирали всем миром. Благотворительный фонд «Артист» оплачивал сиделку для пожилой женщины. 
Муж Миансаровой рассказывал: «Спасибо огромное благотворительному фонду „Артист“, который нашёл нам сиделку и ежемeсячно оплачивает её. Сами мы бы не потянули, так как на нашем попечении частично находится 45-летняя дочь Катя. Судьба у неё тяжелая — ни супруга, ни детей. Много лет назад Катю сбила машина, она повредила таз. У неё проблемы с ногами, но инвалидность не дали. Работать не может, мужа убили в дpaке. Половину продуктов из холодильника и обезболивающие передаем ей через сиделку». 
Ещё до перелома шейки бедра певица пережила инфаркт. Кроме того, почти утратила зрение. Была трещина в руке. Певица жила на грани нищеты. Пенсии на лекарства и сиделку не хватало. Друзья Миансаровой били тревогу, ведь родные дети, которым она всё отдала, забыли мать, не навещали и не помогали. А вот сын певицы Андрей утверждал, что мама стала заложницей в руках своего мужа Марка Фельдмана, который намного младше её самой. Якобы он никого к ней не пускал и даже не давал говорить по телефону.
6 июля 2017 года была госпитализирована в Первую градскую больницу с диагнозом «воспаление лёгких». Скончалась поздно вечером 12 июля 2017 года на 87-м году жизни. 17 июля похоронена в Москве на Троекуровском кладбище (уч. 21).

## Семья
Отец — Ремнёв Григорий Матвеевич (1903—1982) — был артистом Одесского музыкального театра драмы и комедии, затем — художником;
Мать — Алексеева Анастасия Фёдоровна (1905— 8 марта 1988) — певица, солистка в Минском оперном театре.
Первый муж — Миансаров Эдуард Арсенович (24 октября 1933 — 22 декабря 2018) — пианист, Заслуженный артист России, лауреат I Международного конкурса им. П.И. Чайковского. Расстались через два с половиной года после рождения сына.
- Сын — Миансаров Андрей Эдуардович (род. 29 января 1956, Москва), пианист, композитор и аранжировщик, с 1980 по 1988 годы — в ВИА «Самоцветы» (клавишные). Также работал в коллективах «Апрель», «Экспресс», «СВ», «Лотос», «Гора», «Неприкасаемые». Автор музыки многих популярных исполнителей: Инна Желанная, «Белый орел», кабаре-дуэт «Академия» и пр.
  - Внучка — Миансарова Тамара, художник, дизайнер.
  - Внучка — Миансарова Анна, экономист.
  - Внук — Миансаров Андрей (род. 27 февраля 1987, Москва), музыкант, диджей Andrey Loud.

Есть правнуки.
Второй муж — Гарин Леонид Семёнович (27 сентября 1937, Москва — 21 сентября 1979 погиб в Сочи при невыясненных обстоятельствах), композитор, вибрафонист и аккордеонист. Специально для работы с Миансаровой создал джаз-бэнд «Три плюс два», с которым они выступили на московских джазовых фестивалях 1965 и 1967 годов. Работал как композитор, написал музыку к фильмам «Улыбнись соседу» и «Миссия в Кабуле»". Писал песни для ВИА «Москвичи» и ВИА «Веселые ребята». Написал заглавную песню для передачи «Ты, я и песня». Автор хита Аллы Пугачевой «Женщина, которая поет». Брак длился полгода.
Третий муж — Хлебников Игорь Андреевич, украинский звукорежиссёр, администратор концертной группы.
- Дочь — Хлебникова Екатерина Игоревна (26 августа 1971 — январь 2020 ), поэтесса.

Четвёртый муж — Фельдман Марк Михайлович (1954, Винница, Украинская ССР — 1 апреля 2022, Москва), скрипач, директор концертных групп, администратор концертной группы. Похоронен в Москве на Троекуровском кладбище (уч. 21) рядом с женой.

## Память
В 2004 году в Москве на «Площади звёзд Эстрады» была установлена именная звезда Тамары Миансаровой
В 2019 году в Донецке на здании филармонии открыта мемориальная доска.

## Награды
- 1962 — победитель песенного конкурса на VIII Всемирном фестивале молодёжи и студентов в Хельсинки
- 1963 — золотая медаль (первая) лауреата Международного фестиваля песни в Сопоте за исполнение песни «Солнечный круг» (А. Островский — Л. Ошанин)
- 1966 — победитель конкурса эстрадной песни «Дружба-66», проходившего в столицах шести стран (СССР, Польша, ГДР, Чехословакия, Венгрия, Болгария).
- 1972 — Заслуженная артистка Украинской ССР
- 1996 — Народная артистка Российской Федерации — за большие заслуги в области искусства[13]
- 2001 — Почётная грамота Кабинета Министров Украины — за значительный вклад в развитие и укрепление экономических связей Российской Федерации и Украины, моральную и материальную поддержку выходцев из Донецкой и Луганской областей, популяризацию достижений украинской науки, техники и культуры[14]
- 2002 — Орден Дружбы — за многолетнюю плодотворную деятельность в области культуры и искусства, большой вклад в укрепление дружбы и сотрудничества между народами[15]
- Орден «Знак Почёта»
- полный кавалер ордена «Шахтёрская слава»[16]
- Золотой Орден Дипломата Камбоджи
- Лаосский орден Трёх Слонов[17]

### Фильмография
- 1963 — 25 minut z Tamarą Miansarową (25 минут с Тамарой Миансаровой) (TVP, Польша, короткометражный)
- 1964 — Голубой огонёк 1964 (фильм-спектакль) — песня «Рыжик»
- 1965 — Эскадра уходит на запад — песня «Уснувший Париж»
- 1970 — Солнечная баллада
- 1974 — Поёт Тамара Миансарова
- 2005 — Пёстрая лента. Аркадий Островский. Песня остается с человеком (документальный)
- 2007 — Пусть всегда буду я. Лев Ошанин (документальный)
- 2010 — Спето в СССР (документальный)

## Избранные песни репертуара
В репертуаре Тамары Миансаровой было более 400 песен (на русском, украинском, польском языках), многие из которых стали шлягерами.
- Ай-люли (Л. Лядова — Б. Брянский)
- Аленький цветочек (Е. Мартынов — Л. Дербенёв)
- Бабушка, научи меня танцевать (Л. Подешт — Г. Фере, Л. Лукьянов)
- Багульник (В. Шаинский — И. Морозов)
- Вальc расставания из к/ф «Весна» (И. Дунаевский — М. Матусовский)
- Глаза на песке (И. Поклад — Ю. Рыбчинский)
- Гроздья рябины (С.Герц — В. Пороцкий)
- Давай никогда не ссориться (Музыка и слова Ю. Цейтлина)
- Дикие гуси (И. Поклад — Ю. Рыбчинский)
- Золотой ключик (Японская песня — русский текст И. Шаферана)
- Кохай мене (В. Ярцев — В. Кудрявцев)
- Коханий (И. Поклад — И. Барах)
- Крылья удачи (А. Зуев — А. Вратарев)
- Кукла (Савио — русский текст О. Гаджикасимова)
- Лебеди мои (Н. Голосов — Р. Файзуллин)
- Летка-енка (Р. Лехтинен — русский текст М. Пляцковского)
- Мамин праздник (А. Махлянкин — Э. Вериго)
- Нас копируют дети (В. Квин — А. Нижегородцева)
- Парасольки (Хертель — Словяковский)
- Первые шаги (Топ-топ) С. Пожлаков — А. Ольгин)
- Последний звонок (А. Семёнов — Ю. Рыбчинский)
- Пусть всегда будет солнце (А. Островский — Л. Ошанин)
- Рассветные года (И. Поклад — В. Герасимов)
- Рыжик (Б. Климчук — русский текст А. Эппеля; кавер-версия песни «Rudy rydz», оригинал исполняла польская певица Хелена Майданец).
- Чёрный кот (Ю. Саульский — М. Танич)

И ещё многие другие. Большинство записей были размагничены в хранилище в 1970-х гг. согласно указанию тогдашнего министра культуры СССР Е. А. Фурцевой.

### Виниловые альбомы
- Информация о пластинках Т. Г. Миансаровой, изданных на лейбле «Мелодия»:
  - на официальном сайте. Дата обращения: 3 июля 2012.
  - на сайте Discogs.com.
  - на сайте Popsa.info.

### Audio CD
- 1998 — Тамара Миансарова. Чёрный кот (альбом — Dana Music, Austria)
- 2002 — Тамара Миансарова. Звёзды, которые не гаснут. Ожившее мгновение (авторский сборник, Парк Рекордз)
- 2004 — Тамара Миансарова. Чёрный кот и другие хиты («Мелодия»)
- 2005 — Тамара Миансарова. Золотая коллекция ретро (авторский сборник: записи 1964—1974 гг., «Первое музыкальное», «Мелодия», «Bomba Music»)
- 2006 — Тамара Миансарова. Звёздные имена (альбом, «Синтез»)
- 2006 — Звезда Тамары Миансаровой (альбом, «Bomba Music»)
- 2006 — Тамара Миансарова. Гроздья рябины. Золотая коллекция Ретро (авторский сборник, «Bomba Music»)
- 2008 — Тамара Миансарова. Сказка о любви (серия Легенды) (сборник, «Мелодия», Стиль Рекордс, «Первое музыкальное Издательство»)
- 2008 — Тамара Миансарова. Песни для детей и их родителей (альбом, «Bomba Music»)
- 2008 — Тамара Миансарова. Песни украинских авторов (сборник, «Bomba Music»)
- 2010 — Звёзды советской эстрады. Тамара Миансарова (сборник, «Первое музыкальное Издательство», «Bomba Music»)
- 2011 — Тамара Миансарова. Чёрный кот (альбом, «Первое музыкальное Издательство»)

### Видео
- 2007 — Золотая коллекция ретро. Тамара Миансарова (DVD PAL) — сборник клипов разных лет